# Ignacy Olszewski (duchowny)
Ignacy Olszewski (ur. 20 lipca 1909 w Janowie koło Wielunia, zm. 22 lutego 1971 w San Antonio, Teksas), polski duchowny katolicki, wykładowca seminarium duchownego, redaktor, kapelan wojskowy, pallotyn.
Był synem Antoniego (gospodarza wiejskiego) i Agnieszki z Wardęgów, miał ośmioro rodzeństwa. Uczęszczał do pallotyńskiego gimnazjum Collegium Marianum w Wadowicach, w październiku 1924 wstąpił do Stowarzyszenia Księży Pallotynów. W 1926 wyjechał na studia do Rzymu, gdzie na Uniwersytecie Gregoriańskim obronił doktorat filozofii (1928) i licencjat teologii (1932). Również w Rzymie przyjął święcenia kapłańskie (21 lipca 1932).
Po powrocie do kraju został w 1932 wykładowcą pallotyńskiego Wyższego Seminarium Duchownego w Ołtarzewie. Prowadził zajęcia z filozofii ścisłej, historii filozofii, psychologii eksperymentalnej. Redagował tygodnik "Przegląd Katolicki" i miesięcznik "Rodzina Polska", na łamach tych pism ogłaszał artykuły o tematyce kulturalnej i sytuacji polskiej rodziny. Obdarzony talentami plastycznymi, wykonał polichromię w kilku kościołach i kaplicach pallotyńskich (w Wadowicach na Kopcu, w Warszawie przy ul. Skaryszewskiej i na Krakowskim Przedmieściu, w Chełmnie, w Ołtarzewie, w Sucharach).
Okresy wakacji spędzał poza krajem, pomagając w pracy duszpasterskiej wśród Polaków we Francji i w Niemczech. Wybuch II wojny światowej zastał go we Francji. Ks. Olszewski wstąpił do polskich sił zbrojnych i do upadku Francji pełnił funkcję kapelana biskupa polowego Józefa Gawliny. Od 1940 przebywał w Wlk. Brytanii, gdzie w randze pułkownika był kapelanem lotników. Po wojnie pozostał na Zachodzie, początkowo w Wlk. Brytanii, gdzie pracował w szkolnictwie i rozpoczął studia socjologiczne, a od 1951 w USA. Tamże ukończył studia, był duszpasterzem środowisk polonijnych, a także kierował agencją prasową Inter-Catholic Press Agency Inc. w Nowym Jorku. Zmarł w lutym 1971, pochowany został w North Tonawanda (Nowy Jork), gdzie znajduje się polski dom pallotyński.